# 神田昌味
神田 昌味（かんだ まさみ、1970年9月24日 - ）は日本の講談師。日本講談協会所属の真打。現・日本講談協会副会長。夫は陶芸家・小川哲央。岐阜県恵那市在住。

## 略歴
1970年9月24日生まれ、栃木県宇都宮市出身。本名は小川 昌江。
1989年（平成元年）2月、栃木県立鹿沼東高等学校を卒業後すぐに講談師・2代目神田山陽へ入門、同年3月には初高座を踏む。
当初の前座名は「昌美」だったが、後に「昌味」に改名している。
1996年（平成8年）には二ッ目昇進、1999年（平成11年）に世界で11番目の女性真打に昇進した。

## 人物
- 古典では、「葵徳川三代」・「幡隨院長兵衛」・「赤穂義士伝」をはじめとした講談を得意している[1]。また、新作では修羅場を現代風にアレンジした「ダイエット修羅場」「整形修羅場」「お見合い修羅場」など新たな取り組みに挑戦している[1]。
- 書家、井上有一の書『貧』に感銘を受け、一代記を講談にし、東京大空襲の日に講談会を開いている[6][7]。この井上有一の一代記はCDになっている[6]。
- 在学中は演劇部と新聞部に所属していた[4]。
- 陶芸家・小川哲央と結婚し、5児の母親[4]。

## 出演

### テレビ
- 日本テレビ「微笑女図鑑」
- 日本テレビ「午後は○○おもいッきりテレビ」
- NHK「BSふれあいホール」
- フジテレビ「ふうふうごはん」

### ラジオ
- NHKラジオ「田崎真也物語」

### CM
- TV愛媛「エナジー・ワン株式会社」[1]
- ニッポン放送・文化放送「塩の海」株式会社トラス&カンパニー[1]